# Байдюк Володимир Іванович
Володи́мир Іва́нович Байдю́к (позивний «Морпєх»; 25 листопада 1989, с. Глибока, Богородчанський район, Івано-Франківська область — 21 листопада 2014, Донецьк) — солдат Збройних сил України, розвідник, боєць Добровольчого українського корпусу «Правий сектор». Загинув під час російсько-української війни на Сході України. Один із «кіборгів».

## Життєпис
Народився в селі Глибока на Прикарпатті. Закінчив Глибоківську загальноосвітню школу. Пройшов строкову службу у військах протиповітряної оборони. Щоб бути фінансово незалежним і мати можливість допомагати своїй сім'ї, їздив на заробітки за кордон. 
Коли почалися військові дії на сході України, терміново повернувся з роботи і пішов добровольцем на фронт, долучившись до лав Добровольчого українського корпусу «Правий сектор». Останні місяці Володимир служив у Збройних силах України, — солдат, розвідник-кулеметник 74-го окремого розвідувального батальйону. Виконував бойові завдання в районі Донецького аеропорту разом з розвідниками Добровольчого українського корпусу.
21 листопада 2014 року, під час виконання завдання із розвідки під Донецьком в районі аеропорту, Володимир Байдюк підірвався на міні. Разом із ним загинув доброволець ДУК-ПС розвідник Всеволод Воловик.
Поховали Володимира в рідному селі Глибока, як воїна Добровольчого українського корпусу «Правий сектор», з Українським прапором і прапором «Правого сектора», 25 листопада 2014 року. Цього дня йому мало б сповнитися 25 років. 
У Володимира залишилися мати, сестра та молодший брат.

## Нагороди
За особисту мужність і високий професіоналізм, виявлені у захисті державного суверенітету та територіальної цілісності України, вірність військовій присязі під час російсько-української війни
- нагороджений орденом «За мужність» III ступеня (4.6.2015, посмертно)
- нагороджений нагрудним знаком «За оборону Донецького аеропорту» (посмертно)
- нагороджений відзнакою ДУК ПС «Бойовий Хрест Корпусу» (посмертно)

## Вшанування пам'яті
4 вересня 2015 року на стіні Глибоківської ЗОШ І-ІІ ступенів встановлено меморіальну дошку загиблому учаснику АТО Володимиру Байдюку.